# François Raoul-Duval
François Raoul-Duval est un réalisateur français.

## Filmographie
- 1981 : Et pourtant elle tourne...